# Boris Karloff
William Henry Pratt (n. 23 noiembrie 1887, Honor Oak, Londra – d. 2 februarie 1969, Midhurst, Sussex), mai bine cunoscut sub numele de scenă Boris Karloff, a fost un actor englez.
Karloff este cel mai notabil pentru rolurile sale din mai multe filme de groază și pentru interpretarea rolului monstrului lui Frankenstein în Frankenstein (1931), Bride of Frankenstein (1935) și Son of Frankenstein (1939), filme care au dus la o imensă popularitate a actorului. Cel mai cunoscut rol non-horror al său este Grinch (de asemenea și al naratorului) din episodul special animat de televiziune „Dr. Seuss's Cum a furat Grinch Crăciunul” (1966). De asemenea are un rol memorabil în filmul original Scarface (1932).

## Filmografie

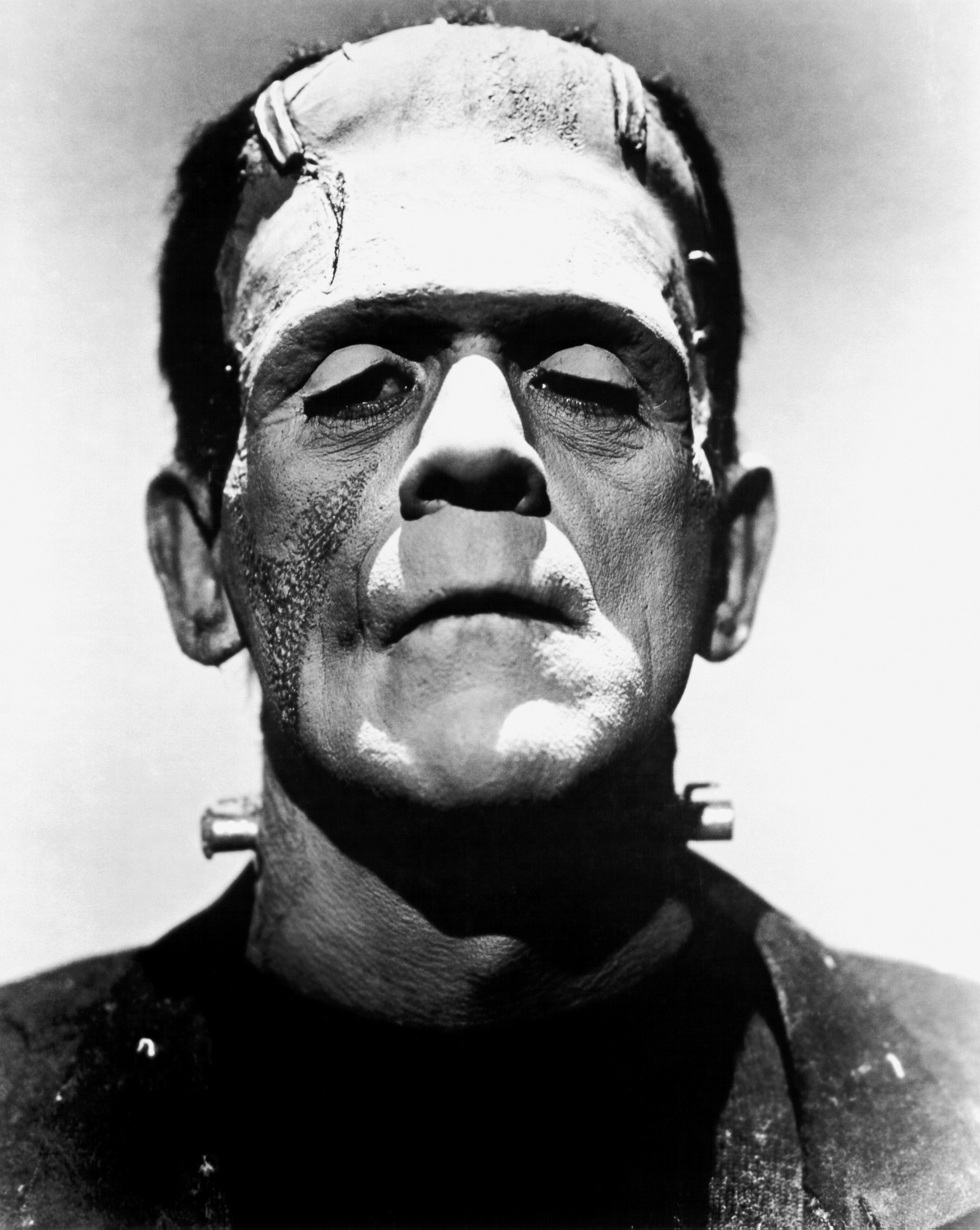
Boris Karloff în Bride of Frankenstein

### Anii 1910
- 1919: The Lightning Raider
- 1919: The Masked Rider: Mexican în saloon
- 1919: His Majesty, the American de Joseph Henabery: Spion
- 1919: The Prince and Betty, de Robert Thornby: Rol nedeterminat

### Anii 1920
- 1920: The Deadlier Sex: Jules Borney
- 1920: The Courage of Marge O'Doone: Tavish
- 1920: The Last of the Mohicans (Ultimul dintre mohicani), de Clarence Brown și Maurice Tourneur: Indian
- 1921: The Hope Diamond Mystery: Priest of Kama-Sita / Dakar
- 1921: Without Benefit of Clergy: Ahmed Khan
- 1921: Cheated Hearts: Nei Hamid
- 1921: The Cave Girl: Baptist
- 1922: Nan of the North: Rol nedeterminat
- 1922: The Infidel: The Nabob
- 1922: The Man from Downing Street: Maharajah Jehan
- 1922: The Altar Stairs: Hugo
- 1922: The Woman Conquers: Raoul Maris
- 1922: Omar the Tentmaker: Imam Mowaffak
- 1923: The Gentleman from America: Bit Role
- 1923: The Prisoner: Prince Kapolski
- 1924: The Hellion: The Outlaw
- 1924: Riders of the Plains
- 1924: Dynamite Dan: Tony Garcia
- 1925: Forbidden Cargo: Pietro Castillano
- 1925: The Prairie Wife: Diego
- 1925: Parisian Nights  : Pierre
- 1925: Lady Robinhood: Cabraza
- 1925:  Never the Twain Shall Meet : Bit Part
- 1925: Perils of the Wild
- 1926: The Greater Glory: Scissors Grinder
- 1926: The Man in the Saddle: Robber
- 1926: Her Honor, the Governor: Snipe Collins
- 1926: The Bells: The Mesmerist
- 1926: The Golden Web: Dave Sinclair
- 1926: Flames: Blackie Blanchette
- 1926:  The Eagle of the Sea: Pirat
- 1926: The Nickel-Hopper: Dance Hall Masher
- 1926: Flaming Fury: Gaspard
- 1926: Old Ironsides: A Saracen Guard
- 1926: Valencia: Bit
- 1927: Let It Rain: Crook
- 1927: The Princess from Hoboken: Pavel
- 1927: Tarzan and the Golden Lion: Owaza
- 1927: The Meddlin' Stranger: Al Meggs
- 1927: The Phantom Buster: Ramon
- 1927: Soft Cushions: Conducătorul conspiratorilor
- 1927: Two Arabian Knights de Lewis Milestone: Comisar
- 1927: The Love Mart: Fleming
- 1928: Sharp Shooters: proprietar de cafenea
- 1928: The Vanishing Rider: The Villain
- 1928: Vultures of the Sea: Grouchy
- 1928: The Little Wild Girl: Maurice Kent
- 1929: Burning the Wind: Pug Doran
- 1929: The Fatal Warning: Mullins
- 1929: The Devil's Chaplain: Boris
- 1929: Two Sisters: Cecil
- 1929: Anne Against the World
- 1929: The Phantom of the North: Jules Gregg
- 1929: Behind That Curtain: valetul lui Beetham
- 1929: The King of the Kongo: Scarface Macklin
- 1929:  The Unholy Night : Abdul, avocatul

### Anii 1930
- 1930: The Bad One: Monsieur Gaston
- 1930: The Sea Bat: Corsican
- 1930: The Utah Kid: Henchman Baxter
- 1931: Sous les verrous: Le Tigre
- 1931: The Criminal Code de Howard Hawks: Ned Galloway
- 1931: King of the Wild: Mustapha
- 1931: Cracked Nuts: Boris, Premier Révolutionnaire
- 1931: The Vanishing Legion: (voce)
- 1931: Young Donovan's Kid: Cokey Joe
- 1931: Smart Money: Sport Williams
- 1931: The Public Defender: Professor
- 1931: I Like Your Nerve de William C. McGann: Luigi, Majordome de Pacheco
- 1931: Graft: Joe Terry
- 1931: Five Star Final de Mervyn LeRoy: Rev. T. Vernon Isopod
- 1931: The Yellow Ticket de Raoul Walsh: Orderly
- 1931: The Mad Genius: Père de Fedor
- 1931: The Guilty Generation: Tony Ricca
- 1931: Frankenstein de James Whale: Monstrul
- 1931: Tonight or Never: Serveur
- 1932: Behind the Mask: Jim Henderson
- 1932: Business and Pleasure: Sheik
- 1932: Scarface de Howard Hawks: Gaffney
- 1932: The Miracle Man: Nikko
- 1932: Night World: 'Happy' MacDonald
- 1932: The Old Dark House de James Whale: Morgan
- 1932: The Mask of Fu Manchu de Charles Brabin: Dr. Fu Manchu
- 1932: The Mummy (Mumia) : Im-ho-tep, alias Ardath Bey
- 1933: The Ghoul : Prof. Morlant
- 1934: The Lost Patrol: Sanders
- 1934: The House of Rothschild : contele Ledrantz
- 1934: The Black Cat: Hjalmar Poelzig
- 1934: Gift of Gab: Cameo
- 1935: Bride of Frankenstein: Monstrul
- 1935: The Raven (Corbul) : Edmond Bateman
- 1935: The Black Room: baron Gregor de Bergmann / Anton de Bergmann
- 1936: The Invisible Ray, de Lambert Hillyer: Dr. Janos Rukh
- 1936: The Walking Dead: John Ellman
- 1936: Juggernaut: Dr. Victor Sartorius
- 1936: The Man Who Changed His Mind sau The Man Who Lived Again: Dr. Laurience
- 1936: Charlie Chan at the Opera: Gravelle
- 1937: Night Key : David Mallory
- 1937: West of Shanghai: Gen. Wu Yen Fang
- 1938: The Invisible Menace: Mr. Jevries, dit Dolman
- 1938: Mr. Wong, Detective: Mr. James Lee Wong
- 1939: Devil's Island: Dr. Charles Gaudet
- 1939: Le Fils de Frankenstein (Son of Frankenstein) : Monstrul
- 1939: The Mystery of Mr. Wong: James Lee Wong
- 1939: Mr. Wong in Chinatown: Mr. James Lee Wong
- 1939: The Man They Could Not Hang: Dr. Henryk Savaard
- 1939: Tower of London: Mord

### Anii 1940
- 1940: The Fatal Hour: James Lee Wong
- 1940: British Intelligence: Valdar, dit Karl Schiller
- 1940: Black Friday: Dr. Ernest Sovac
- 1940: The Man with Nine Lives: Dr. Leon Kravaal
- 1940: Doomed to Die: James Lee Wong
- 1940: Before I Hang: Dr. John Garth
- 1940: The Ape: Dr. Bernard Adrian
- 1940: You'll Find Out: Juge Spencer Mainwaring
- 1941: The Devil Commands: Dr. Julian Blair
- 1942: The Boogie Man Will Get You: Prof. Nathaniel Billings
- 1944: The Climax : Dr. Friedrich Hohner
- 1944: House of Frankenstein : Medicul Niemann
- 1945: The Body Snatcher : Cabman John Gray
- 1945: Isle of the Dead : Gen. Nikolas Pherides
- 1946: Bedlam: Maître George Sims
- 1947: The Secret Life of Walter Mitty : Dr. Hugo Hollingshead
- 1947: Lured : Charles van Druten
- 1947: Unconquered : Chef Guyasuta
- 1947: Dick Tracy Meets Gruesome : Gruesome
- 1948: Taps Roots : Tishomingo
- 1949: Cisaruv slavík: Narator, versiunea americană (voce)
- 1949: Abbott and Costello Meet the Killer, Boris Karloff : Swami Talpur

### Anii 1950

#### Cinematografie
- 1951: The Strange Door : Voltan
- 1952: Colonel March Investigates: Col. March
- 1952: The Black Castle : Dr. Meissen
- 1953: Abbott and Costello Meet Dr. Jekyll and Mr. Hyde : Dr. Henry Jekyll  /  Mr. Hyde
- 1954: Il Mostro dell'isola: Don Gaetano
- 1954: Sabaka: Gen. Pollegar
- 1957: Voodoo Island: Phillip Knight
- 1958: The Juggler of Our Lady: Narrateur
- 1958: Grip of the Strangler: James Rankin
- 1958: Frankenstein - 1970: Baron Victor von Frankenstein
- 1958: Corridors of Blood: Dr. Thomas Bolton

#### Televiziune
- 1951: Tales of Tomorrow (serial TV)
- 1954-1956: Aventurile Colonelului March: Colonel Perceval March (serial TV, 21 episoade)
- 1955: A Connecticut Yankee: Roi Arthur

### Anii 1960

#### Cinematografie
- 1963: The Raven : Dr. Scarabus

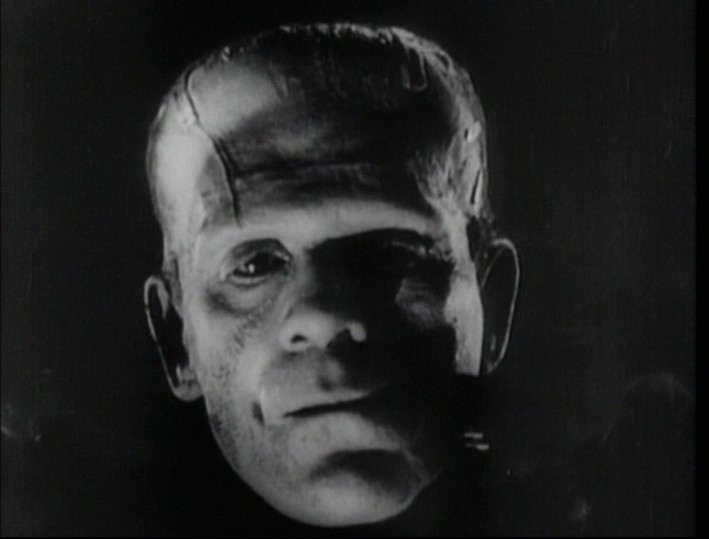
Boris Karloff în Bride of Frankenstein

- 1963: The Terror : Baron Victor Frederick Von Leppe
- 1963: I Tre volti della paura : Gorca (segment The Wurdalak)
- 1964: The Comedy of Terrors : Amos Hinchley
- 1964: Bikini Beach: The Art Dealer
- 1965: Die, Monster, Die! : Nahum Witley
- 1966: The Ghost in the Invisible Bikini: The Corpse (Hiram Stokely)
- 1966: The Daydreamer: The Rat (voce)
- 1967: The Venetian Affair: Dr. Pierre Vaugiroud
- 1967: The Sorcerers : Prof. Marcus Monserrat
- 1968: House of Evil : Matthias Morteval
- 1968: Curse of the Crimson Altar: Prof. John Marshe
- 1968: Targets : Byron Orlok
- 1969: Mad Monster Party?: Baron Boris von Frankenstein (voce)

#### Televiziune
- 1960: The Secret World of Eddie Hodges: Cpt. Hook
- 1960: Thriller: prezentator
- 1962: The Paradine Case: Judecător Lord Thomas Horfield
- 1966: How the Grinch Stole Christmas! : Narator  /  Grinch
- 1966: The Wild Wild West, (serial TV) - sezonul 2 episodul 2 The Night of the Golden Cobra, de Irving J. Moore: Mr. Singh

### Anii 1970
Filmografie postumă
- 1970:  El Coleccionista de cadáveres: Charles Bădulescu
- 1971: La Muerte viviente: Carl van Molder / Damballah
- 1971: The Incredible Invasion: Prof. John Mayer
- 1972: The Fear Chamber: Dr. Carl Mandel